# Parco Valentino - Salone & Gran Premio
Il Parco Valentino Motor Show, fino al 2018 noto come Parco Valentino - Salone & Gran Premio, era una manifestazione fieristica internazionale tenutasi a Torino presso l'omonimo parco cittadino dal 2015 al 2019, sotto forma di salone automobilistico all'aperto.

## Storia
L'evento, annunciato nel 2014, fu ideato dall'imprenditore torinese Andrea Levy, con una concezione che trae ispirazione dalle prime edizioni di Goodwood: automobili esposte all'aperto, in un contesto verde, con al centro l'auto stessa e non gli allestimenti. All'esposizione venne associata anche una parte dinamica, con una sfilata di auto. L'ingresso era gratuito per l'intera manifestazione.
Dopo le cinque edizioni sotto la Mole, nel settembre del 2019 è stato presentato alla stampa da Levy un nuovo format di salone, la cui prima edizione era inizialmente prevista in Lombardia dal 18 al 21 giugno 2020, poi rinviata e infine annullata per la pandemia di COVID-19 in Italia. La sfilata di supercar, prototipi e auto storiche rimarrà invece in Piemonte sotto il marchio di Gran Premio Parco Valentino.

## Edizioni espositive

### 2015
La prima edizione si tiene dall'11 al 14 giugno 2015; il sindaco di Torino, Piero Fassino, la inaugura ufficialmente. Partecipano 25 case automobilistiche: Audi, Bentley, BMW, Daimler (Mercedes-Benz), FCA Italy (Abarth, Alfa Romeo, FIAT, Lancia), FCA US (Jeep), Ferrari, Jaguar Land Rover (Jaguar, Land Rover), Kia, Lamborghini, Lexus, Lotus, Maserati, McLaren, Porsche, Pagani, Subaru, Suzuki, Tesla, Toyota, Volkswagen. A queste si aggiungono 10 fra carrozzieri e centri stile: Pininfarina, Italdesign Giugiaro, UP Design, Torino Design, Fioravanti, Studiotorino, IED Torino, I.De.A Institute, B-Tron, Politecnico di Torino, Centro stile Ferrari. Up Design e Torino Design presentano due anteprime internazionali; rispettivamente Mole - Costruzione Artigianale 001 e WildTwelve, quest'ultima costruita per ATS. Anteprima italiana invece per la McLaren 570S.
Nel corso dell'evento si è tenuto il 1º Concorso d'Eleganza Pininfarina.
La parte denominata Gran Premio è un omaggio alle gare di Formula 1 che proprio sui viali del Valentino si correvano fra il 1935 e il 1955; ad aprire la parata è infatti la Lancia D50, modello che - guidato da Alberto Ascari - vinse l'ultima edizione del GP di Torino. La parata, composta da oltre 300 auto, si è conclusa alla Reggia di Venaria Reale.
Alla prima edizione hanno partecipato 300 000 visitatori.

### 2016
A conclusione dell'evento 2015 viene confermata ufficialmente la seconda edizione, da tenersi dall'8 al 12 giugno 2016, sempre lungo i viali del Parco del Valentino. L'organizzatrice, al termine della manifestazione, ha dichiarato di aver raggiunto le 650.000 presenze, con 43 case automobilistiche presenti e 12 centri stile.

### 2017
La terza edizione dell'evento si è tenuta dal 7 all’11 giugno 2017, inaugurata ufficialmente dal Sindaco di Torino Chiara Appendino, insieme a Andrea Levy (Presidente del Salone), Gianmarco Giorda, direttore ANFIA, e Michele Crisci, neopresidente di UNRAE.
Da metà aprile è stata attivata una mostra temporanea denominata I maestri del Car Design presso l’Aeroporto di Torino fino al 12 giugno. Le vettura esposte sono state la Gumpert Tornante di Touring Superleggera, Mole Costruzione Artigianale di UP Design e la Syrma dello IED di Torino.
Le case automobilistiche presenti alla terza edizione erano: il gruppo PSA, DR Automobiles, Maserati, Mini e Tazzari vanno così a completare il gruppo di 55 Marchi che parteciperanno alla 3ª edizione del Salone dell’Auto di Torino: Abarth, Alfa Romeo, Alpine, Aston Martin, Audi, Bentley, BMW, Cadillac, Chevrolet, Citroën,Corvette, Dacia, DR Automobiles, DS, Ferrari, Fiat, Ford, FV Frangivento, GFG Style, Honda, IED Torino, Italdesign, Jaguar, Jeep, Kia, Lamborghini, Lancia, Land Rover, Lexus, Lotus, Maserati, Mazda, Mazzanti, McLaren, Mercedes-Benz, Mini, Mole Automobiles, Noble, Pagani, Peugeot, Pininfarina, Porsche, Renault, SEAT, ŠKODA, Smart, Nespolo per Alfredo Stola, Suzuki, Tazzari, Tesla, Touring Superleggera, Toyota, Trilix per Tata Motors, Volkswagen, Volvo.
Il Gran Premio Parco Valentino si è tenuto sabato 10 giugno con partenza alle 15 da Piazza Vittorio Veneto fino alla Palazzina di Caccia di Stupinigi, attraversando tutta la città di Torino. La vettura apripista è stata la Lancia D50 di Ascari che ha vinto l’ultimo Gran Premio del Valentino nel 1955.
Novità di questa terza edizione presso il Parco Dora (area post-industriale di Torino) sono andati in scena alcuni appuntamenti tematici "fuori salone" come annunciato alcuni mesi prima da Andrea Levy, Presidente del Salone di Torino Parco Valentino in un'intervista per far "celebrare la passione dell’auto". Nei giorni della terza edizione si sono tenuti: la prima edizione del raduno di vetture americane dell’USA Cars Meeting, una due giorni di esposizione dei mezzi della Protezione civile che per l’occasione allestirà anche un campo come quelli utilizzati per i terremoti, il raduno Turin Street Abarth e il JDM Torino di auto nipponiche.
Volvo ha celebrato i 90 anni di vita, mostrando in anteprima la nuova XC60 ed esponendo 36 auto d’epoca e moderne al Castello del Valentino nella mattinata del 10 giugno.
Di seguito tutti i modelli esposti: Abarth (124 Spider), Alfa Romeo (Stelvio, Giulia Veloce), Alpine (A 110 Premiere Edition), Aston Martin (DB11), Audi (RS5, TT RS, RS 3 Sportback), Bentley (Bentayga diesel), BMW (425d Gran Coupé, 440I xDrive Cabrio, 2002 Hommage, M4CS), Cadillac (Crossover Cadillac XT5), Chevrolet (Camaro Cabriolet), Citroen (C3), Corvette (Corvette Gran Sport), Dacia (Duster Extra Limited edition Strongman), DR Automobiles (DR4, DR6, DR3), DS (DS 7 Crossback), Ferrari (488 Spider, GTC4 Lusso V8), Fiat (500L, 500 60th), Ford (Nuova Fiesta), FV Fragivento (Charlotte gold), GFG Style (Techrules Ren), Honda (NSX, Civic Giro d'Italia), IED Torino (Scilla), Italdesign (PopUp), Jaguar (F-Type 400 Sport), Jeep (Compass, Wrangler Mopar One), Kia (Stinger, Niro Eco-Hybrid), Lamborghini (Huracan Performante), Lancia (Ypsilon Unyca), Land Rover (Range Rover Velar), Lexus (LC Hybrid), Lotus (Lotus Exige 380 Sport), Gram di Giannini, Maserati (Ghibli SQ4 MY17, Levante S MY17), Mazda (CX-5), Mazzanti (Evantra 771), McLaren (720S), Mercedes-Benz (Mercedes AMG-GT R, Classe E), MINI (Cooper S E ALL4), Mole Automobiles (Fiat 124 Costruzione artigianale 001), Noble (M600 Carbon Sport), Pagani (Huayra BC), Peugeot (3008 e 5008), Pininfarina (Fittipaldi EF7 Vision Gran Turismo), Porsche (718, Panamera Turbo S, 911 GTS), Renault (Nuova Captur, Nuova Koleos, Serie limitata Kadjar Hypnotic Collection), SEAT (Ateca, Nuova Ibiza, Leon Cupra), ŠKODA (Kodiaq 2.0 TDI, Octavia Wagon RS 4x4, Fabia Montecarlo), Smart (Brabus Smart ForTwo Atomic Yellow, forfood sullo stand di Autoappassionati.it), Nespolo per Alfredo Stola (Studiotorino Moncenisio), Suzuki (Suzuki New Swift), Tazzari (Zero Junior, Zero City, Zero EM2 Space), Tesla (Model X), Touring Superleggera (Artega Scalo Superelettra), Toyota (C-HR), Trilix per Tata Motors (TAMO Racemo), Volkswagen (e-Golf, Golf GTE, XL1), Volvo (XC60).
La terza edizione ha segnato infine un record di visitatori, con più di 700.000 persone che hanno visitato gli stand del Parco Valentino. Il flusso all'interno del Parco del Valentino è stato calcolato sui cinque giorni di durata dell’evento, tenuto conto di uno scarto del 10% per escludere gli eventuali errori dovuti a passaggi multipli delle persone.

### 2018
La quarta edizione si è tenuta dal 6 al 10 giugno 2018 con ingresso gratuito dalle ore 10 alle 24.

### 2019
La quinta e ultima edizione si è tenuta dal 19 al 23 giugno 2019.

## Statistiche
| Anno | n. edizione | periodo        | espositori | visitatori | Luogo  |
| ---- | ----------- | -------------- | ---------- | ---------- | ------ |
| 2015 | 1           | 11 - 14 giugno | 35         | 300.000    | Torino |
| 2016 | 2           | 8 - 12 giugno  | 55         | 650.000    | Torino |
| 2017 | 3           | 7 - 11 giugno  | 56         | 700.000    | Torino |
| 2018 | 4           | 6 - 10 giugno  | ?          | ?          | Torino |
| 2019 | 5           | 19 - 23 giugno | 54         | 700.000    | Torino |